# Aneirin
Aneirin ['aneirin], auch Aneurin, ursprünglich Neirin ['neirin], gilt als einer der ersten namentlich überlieferten Dichter der britannischen Kelten und soll der Autor des Epos Y Gododdin sein. Nach dem Text dieses Werkes war Aneirin Hofdichter oder Barde.

## Leben und Werk
Neirin wird als Cynfeirdd (kymrisch für „Vor[zeit]-Dichter“) bezeichnet, zusammen mit seinen Zeitgenossen Taliesin, Talhaearn, Blwchfardd und Cian (nicht zu verwechseln mit dem Helden Cian der irischen Mythologie). Sie alle sollen in der zweiten Hälfte des 6. Jahrhunderts im Hen Ogledd (Nordengland und Südschottland) gelebt haben. Der Name Neirin wird noch bis in die Zeit der Historia Brittonum (um 830) verwendet, obwohl schon früher die Version Aneirin allgemein im Gebrauch war.
Nach der Historia Brittonum (des Nennius oder Gildas) schrieb Neirin in der nur unzureichend tradierten kumbrischen Sprache, aus der sich die kymrische (walisische) Sprache entwickelt haben soll. In der Überlieferung wird ihm das in dieser Sprache verfasste Epos Y Gododdin zugeschrieben. Das Werk ist im Llyfr Aneirin („Buch von Aneirin“) enthalten, einer unvollständigen Pergament-Handschrift aus der Zeit um 1250, nach anderen Quellen aus dem 9., 10. oder frühen 11. Jahrhundert. Darin sind einige Strophen dieses Gedichts in zwei unterschiedlichen Versionen sowie vier weitere Versepen vorhanden, die ebenfalls Aneirin zugeschrieben werden. Eine ursprüngliche mündliche Überlieferung wird angenommen, die Entstehungsgeschichte ist jedoch noch nicht gänzlich erforscht. Literaturhistoriker vermuten, dass lediglich ein Teil des Werkes von Aneirin stammt, der größere Teil der Elegien wurde bei späteren Anlässen zu Ehren des sinnlosen Opfers der todesmutigen Gododdin (Votadini) hinzugefügt.
Das Gedicht feiert eine Schlacht, die sich um 600 in der Nähe des heutigen Catterick in North Yorkshire ereignete. Aneirin hatte sich, dem Y Gododdin zufolge, einer Truppe von Soldaten angeschlossen, die aus Wales entsandt wurden, um im Krieg gegen die Sachsen mitzukämpfen.  Die Briten verloren die Schlacht und Aneirin scheint in seiner Truppe der einzige gewesen zu sein (nach einer anderen Version einer von vieren), der mit dem Leben davonkam. Eine der Elegien berichtet hingegen, dass es keinen Überlebenden gab:
 A chet lledessynt wy lladassan. Neb y eu cu tymhyr nyt atcorsan.
„Obwohl sie getötet wurden, töteten sie. Niemand kehrte in sein Land zurück.“
Allerdings muss Aneirin, wenn er überhaupt Teilnehmer war, die Schlacht als späterer Verfasser der Elegien jedenfalls überlebt haben.